# مئذنة إسلام خوجة
مئذنة إسلام خوجة ( (بالأوزبكية: Islomxo'ja minorasi)‏‎ هي مئذنة تقع في وسط قلعة إيجان في خيوة بأوزبكستان، جزء من مجمع إسلام خوجة، إلى جانب المدرسة التي تحمل الاسم نفسه . وهي أعلى مبنى لخيوا القديمة، يبلغ ارتفاعها 56.6 مترًا، وبهذا المؤشر فهي ثاني أعلى مئذنة في آسيا الوسطى (المرتبة الثالثة هي مئذنة كاليان في بخارى، بارتفاع 46.5 مترًا)، وفي المقام الأول تقف مئذنة كوتلوج تيمور في كهنه غرغانج بارتفاع يزيد عن 60 مترًا وهي مصنفة ضمن التراث العالمي لليونسكو.

## التشييد
بدأ بناء مئذنة ومدرسة إسلام خوجة في عام 1908، بمبادرة من والد الزوجة والوزير الرئيسي لحاكم خيوا خانات أسفنديار خان، إسلام خوجة. شارك المهندس المعماري الشهير خودويبرغان حاجي في بناء المئذنة والمدرسة، وكذلك النقاشة الماهرين (مبدعي الأنماط) أشمحمد خودويبردييف وبولتا فويسوف. اكتمل تشييد كلا المرفقين بحلول عام 1910.
مئذنة إسلام خوجة التي يبلغ ارتفاعها 45 مترا هي أطول شيوا. المنصة مفتوحة للجمهور. وهذا يجعل البرج القابل للمشاة أعلى منظر بانورامي لموقع التراث العالمي. تنقسم المئذنة أفقيا إلى مناطق من بلاط السيراميك الأزرق والأبيض والأخضر ، مرتبة في شرائط.

## الوصف
يبلغ قطر قاعدة المئذنة 9.5 متر. يُؤدي درج حلزوني من الطابوق داخل العمود إلى موقع القاعة المستديرة، يحتوي الفانوس على إفريز من الهوابط (المقرنصات) وشبكة سيراميك من نوع بانجارا، الجدران مزينة أفقيا إلى شرائط من بلاط السيراميك الأزرق والأبيض والأخضر. على عكس الأنواع الكبيرة الأخرى في البلدة القديمة ، مثل كالتا مينور أو مئذنة مسجد الجمعة، فإن المئذنة ليست في المحور الشرقي الغربي، ما يسمى بخط الشمس.
یقف الجزء العلوي من المئذنة في مواجهة السماء المشرقة.حیث یتم تقدیم الطابوق الملون المزجج على شكل شریط منقوش یحیط بالجسم المخروطي الشكل للمئذنة حول المحیط في عدة أماكن. القدامى المحلیون أن میزات المئذنة هي «زخارف الفصول الأربعة من السنة واثني عشر شهراً».
في ذلك الوقت، قامت المئذنة بعدة وظائف. كانت برجًا للمراقبة، وكانت أيضا ذات وظيفة دينية، ولا سيما أنه كان يستخدم للآذان (دعوة المسلمين للصلاة) إلى أقرب مسجد. كما استخدمت لدعوة السكان إلى أقرب مربع لقراءة مراسيم الحكام ومناسبات أخرى.